# Bucharaya Hamudi Beyun
Bouchraya Hammoudi Bayoun (em árabe: بشرايا حمودي بيون, translit. Bušrāyā Ḥammūdī Bayūn; 9 de julho de 1954, Dakhla, Saara Espanhol) é um político saharauí e primeiro-ministro da República Árabe Saaraui Democrática desde 13 de janeiro de 2020. Foi ex-embaixador na Argélia, com uma base em Argel.
Foi primeiro-ministro da República Saharaui duas vezes.